# Плисківський район (Вінницька область)
Пли́сківський райо́н — колишній район Бердичівської округи, Київської та Вінницької областей.

## Історія
Утворений 7 березня 1923 з Плисково-Андрушевської і Животівської (без села Клюки) волостей з центром у Плискові у складі Бердичівської округи Київської губернії.
27 березня 1925 року:
- Осичнівська і Рожичнівська сільради передані до Оратівського району Уманської округи;
- приєднані Бартошівська і Кожанська сільради Іллінецького району;
- приєднані Довжанська і Очеретнянська сільради Липовецького району.

17 червня 1925 року:
- приєднані Дзюньківська, Наказнянська, Павлівська, Разкопанська, Долотецька, Обозівська з с. Княжою, Довгалівська і Збаражівська сільради розформованого Дзюньківського району;
- приєднані Спичинецька і Васильківська сільради розформованого Самгородського району;
- Бугаївська, Ст.-Животівська, Нов.-Животівська і Якимівська сільради передані до Оратівського району Уманської округи;
- приєднана Адамівська сільрада Погребищенського району.

15 вересня 1930 після скасування округ підпорядковується безпосередньо Українській РСР.
27 лютого 1932 після утворення Вінницької області став її частиною.
15 жовтня 1932 перечислений до Київської області.
22 вересня 1937 переданий з Київської області до Вінницької.
30 грудня 1962 ліквідований внаслідок укрупнення районів з передачею території до Погребищенського району.